# 菲比·凯茨
菲比·凯茨（1963年7月16日—），原名菲比·贝尔·凯茨（英語：Phoebe Belle Cates），美国女演員。她以1980年代的一系列电影知名，如《開放的美國學府》和《小精灵》。

## 早年
菲比·凯茨出生在纽约市，一个电视台、百老汇製作人家庭。她是莉莉·凯茨和约瑟夫·凯茨（Joseph Cates，本名“约瑟夫·卡兹”Joseph Katz）的女儿。约瑟夫是主要的百老汇制片人和电视的先驱人物，并帮助创建电视节目《64000美元问题。她已故叔叔吉尔伯特·凯茨，经常与菲比·凯茨的父亲合作制作了许多电视节目，还有几个年度的奥斯卡奖颁奖礼。她的祖父、祖母和外祖母是俄罗斯犹太人，她的外祖父是菲律宾华人。菲比·凯茨的母亲出生在中国上海。
菲比·凯茨毕业于休伊特学校、纽约州职业儿童学校、茱莉亞學院。她十岁的时候，她想成为一个舞者。她最终获得了美国芭蕾舞学院的奖学金，但15岁时膝盖严重受伤后，她放弃了她的舞蹈生涯。她后来开始成为职业的模特儿，虽然成功，但是时间很短。菲比·凯茨不喜欢这个行业：“这是同样的事情一遍又一遍的做。我这么做完全是为了钱。”

## 演艺经历
她在模特生涯结束后，决定开始从事表演。虽然她的父亲是个演员，但他不鼓励他女儿从事演艺事业。她17岁时首次演出了电影《金童玉女（又叫温馨赤子情）》，她扮演萨拉。在电影中有几个完整的裸体镜头，类似于《青春珊瑚岛》的情节。她还演唱了电影的主题歌曲，收录入同名专辑。在1982年的一次采访中，她回忆说职业变化有困难，因为作为一个模特儿，她不能不看相机，而在电影摄影机前，她不能看摄影机。 她后来后悔这部电影的表现。说:“我学到的是以后不会再拍这样的电影了。”根据她的搭档威廉·艾米斯的说法：“她和电影会不再牵扯。她是真的很心烦，她不会做任何推广。”"
在1982年晚些时候，她演出《開放的美國學府》，这档节目的特点就是《滚石》形容的“电影历史上最难忘脱下比基尼的场景”。有人引述她的话说，拍摄这部电影是最有趣的。第二年，她和马修·莫迪恩、贝茜·拉塞尔一起出演性喜剧《疯狂靓妹仔》。她唱了这部电影的两首插曲,“第一次接触”（Just One Touch）和“我怎么让你知道”（How Do I Let You Know）。
她后来的电影角色更端庄，主要面向年轻观众，如两部《小精灵》电影，1991年的电影《捣蛋鬼弗瑞德》。她的笑脸经常登上青少年杂志的封面，如《17》、《Tiger Beat》、《Teen Beat》等等。1984年，她主演了根据雪莉·康兰小说改编的电视短片《蕾丝》。她扮演了丽丽的角色，远离她千篇一律的电影形象。在她试镜时，她令作家印象深刻，于是选中她做主角。
她纠结原来电影明星的形象，尽管她扮演邪恶的角色，但是观众同情她。 她没有阅读这部电影改编的康兰的小说，因为她不希望有一个“固定的形象”。 在影片中她的台词“你哪一个bitch(婊子)是我妈？”被1993年《电视指南》誉为电视历史上最好的台词。
1985年，她在外百老匯出演第二舞台剧院的黄哲伦写的《丰富关系》（Rich Relations）。 1994年，她出演了基于历史的浪漫喜剧《卡拉布公主》。
为了育兒，在1994年退出了影坛。2001年，支持她的好朋友珍妮佛·傑森·李，出演她导演的电影《今夜狂欢心事多》。

## 个人生活
1980年代早期，菲比·凯茨在格林尼治村和她男朋友斯塔夫罗斯·梅琼思（Stavros Merjos）同住一个公寓。菲比·凯茨在1979年和家庭朋友安迪·沃荷去54俱乐部的时候，第一次见到他。
1983年，她在電影《大寒》试演一个角色（最终梅格·蒂莉扮演）的时候，盖茨第一次见到了演员凯文·克莱，雖然兩人相差十七歳，他們仍陷入戀愛，並且在1989年结婚，她婚後随夫姓，改名為菲比·凯茨·克莱（Phoebe Cates Kline）。克莱于是搬到了菲比·凯茨的家乡的纽约，他们的儿子欧文·约瑟夫·克莱（Owen Joseph Kline），女儿葛丽塔·西蒙尼·克莱（Greta Simone Kline）.。欧文和葛丽塔连同他们的父母在2001年的电影《今夜狂欢心事多》中出演。欧文又出演2005年的电影《鱿鱼和鲸》，葛丽塔追求音乐生涯，使用艺名弗兰基·科斯莫斯。
2005年她在纽约的麦迪逊大道开始经营自己的精品店，称为蓝色树。

## 作品

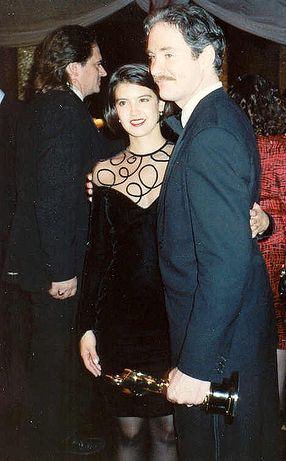
菲比·凯茨和凯文·克莱恩在1989年奥斯卡奖颁奖礼

| 年   | 作品               | 角色                      | 备注     |
| ---- | ------------------ | ------------------------- | -------- |
| 1982 | 《温馨赤子情》     | Sarah                     |          |
| 1982 | 《開放的美國學府》 | Linda Barrett             |          |
| 1983 | 《疯狂靓妹仔》     | Christine Ramsey          |          |
| 1983 | 《宝贝妹妹》       | Annie Burroughs           | 电视电影 |
| 1984 | 《蕾丝》           | Elizabeth "Lili" Lace     | 迷你剧   |
| 1984 | 《小精灵》         | Kate Beringer             |          |
| 1985 | 《蕾丝2》          | Elizabeth "Lili" Lace     | 迷你剧   |
| 1987 | 《天使在人间》     | Patricia "Patty" Winston  |          |
| 1988 | 《灯红酒绿》       | Amanda Conway             |          |
| 1989 | 《粗毛》           | Carson McBride            |          |
| 1989 | 《燃烧的心》       | Aiken Reed                |          |
| 1990 | 《我爱你至死》     | Joey's Girl at Disco      | 未列名   |
| 1990 | 《小精靈2》        | Kate Beringer             |          |
| 1991 | 《捣蛋鬼弗瑞德》   | Elizabeth "Lizzie" Cronin |          |
| 1993 | 《爱情四重奏》     | Carol                     |          |
| 1994 | 《卡拉布公主》     | 卡拉布公主/玛丽·贝克      |          |
| 2001 | 《今夜狂欢心事多》 | Sophia Gold               |          |